# تلفات جانبی

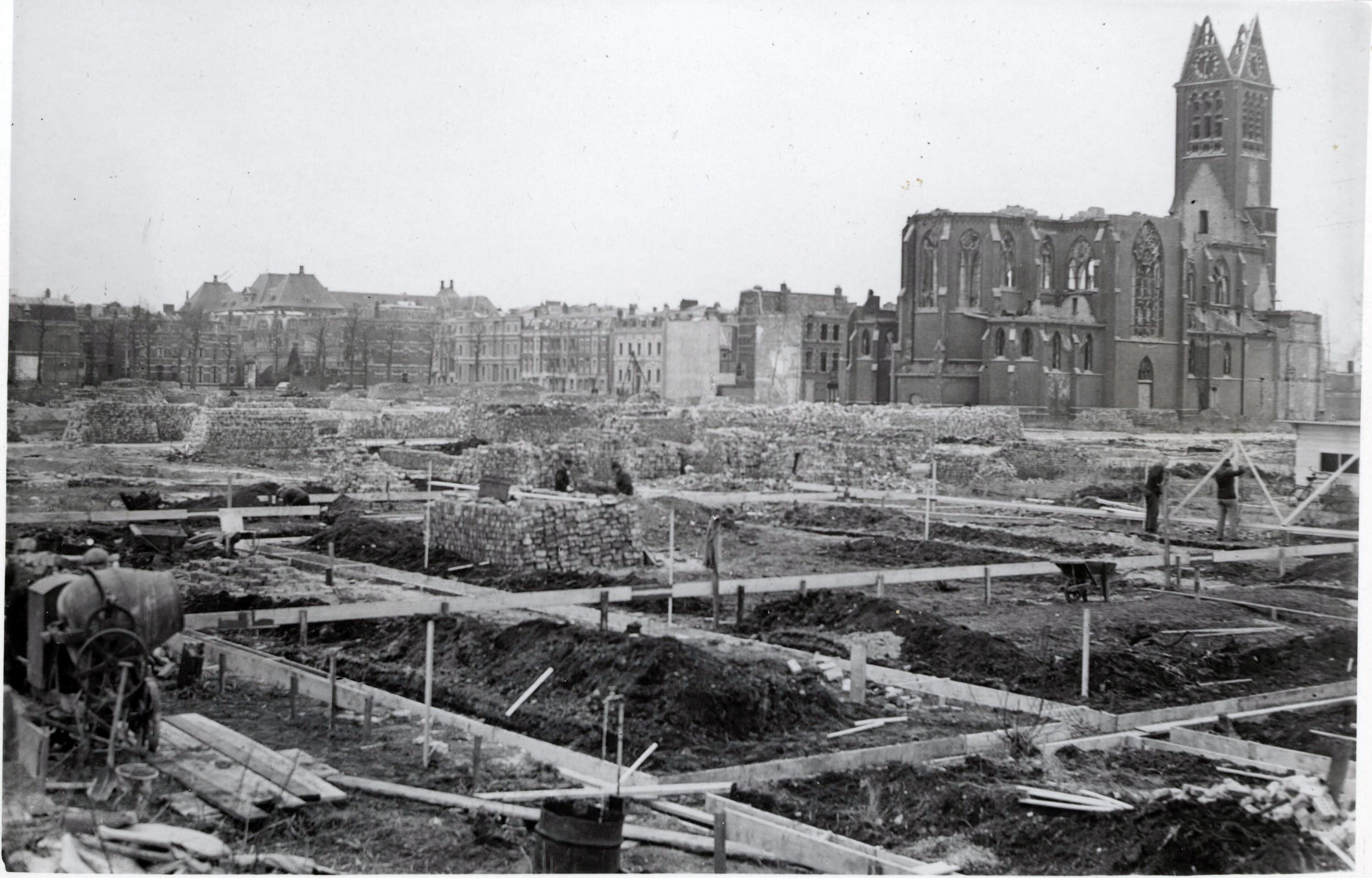
یک ساختمان در حال ساخت که تلفات جانبی در آ اتفاق می افتد

تلفات جانبی یا صدمات جانبی (به انگلیسی: Collateral damage) به آسیب‌های ناخواستهٔ واردشده به افراد یا سازه‌ها گفته می‌شود که به اشتباه هنگام انجام عملیات بر روی هدف دیگری رخ داده باشد.
در عملیات‌ها و حملات نظامی مکرر پیش می‌آید که افراد غیرنظامی نیز در جریان حملهٔ یک طرف به دشمن، جان می‌بازند یا زخمی می‌شوند یا اموال غیرنظامیان که هدف اصلی نبوده‌اند نیز خسارت می‌بیند. به این آسیب‌ها و خسارات پیرامونی، تلفات جانبی گفته می‌شود. در صورتی که این آسیب ناخواسته به نیروهای خودی وارد شود به آن آسیب دیدن بر اثر آتش خودی گفته می‌شود. در جنگ‌های تمام‌عیار شمار تلفات جانبی نیز بالا است.

## پیشینه کاربرد اصطلاح
احتمالاً نخستین بار اصطلاح تلفات جانبی که کاربرد آن جنبه ملایم‌تری به قتل ناخواسته غیرنظامیان می‌دهد توسط نیروهای مسلح ایالات متحده و در جریان جنگ ویتنام به‌کار رفت. کرتیس له‌می، ژنرال نیروی هوایی آمریکا، در آن زمان این اصطلاح را در جریان بمباران شهرهای ژاپن در جنگ دوم جهانی به‌کار برد.
امروزه این اصطلاح کاربرد گسترده‌تری یافته و نیز برای نمونه هنگامی که دسترسی کاربران عادی به شبکهٔ کامپیوتری (از جمله اینترنت) در نتیجه تلاش برای جلوگیری از سوءاستفاده حمله‌کنندگان قطع می‌شود واژهٔ تلفات جانبی به کار برده می‌شود.
در سیاست و اقتصاد نیز در مواردی مانند مسئله اثرات جانبی کاربرد دارد که هنگامی رخ می‌دهد که یک بنگاه اقتصادی یا یک فرد فعالیتی را انجام می‌دهد که مستقیماً بر بنگاه‌ها یا افراد دیگر اثر مثبت یا منفی بگذارد، لیکن به ازاء آن پولی پرداخت یا دریافت نشود.